# Feux de forêt de 2021 en Algérie
Les feux de forêt de 2021 en Algérie sont une série d'incendies qui se déroulent en juillet et août 2021 dans le nord de l'Algérie, principalement dans la région de Kabylie, faisant au moins 90 morts, dont 33 militaires.
Les feux ont brûlé 89 000 hectares sur 35 wilayas, notamment : Tizi Ouzou, Béjaïa, Bouira, Sétif, Jijel, Boumerdès, Bordj Bou Arréridj, Blida, Médéa, Khenchela, Guelma, Tébessa, Tiaret et Skikda.

## Chronologie

### Première vague dejuillet 2021
Des feux de forêts se sont déclenchés le 4 juillet 2021 au massif d'Aïn Mimoun, dans la commune de Tamza, à 50 km à l'ouest du chef-lieu de la wilaya de Khenchela. Aucune perte humaine n’est à déplorer, mais plusieurs familles habitant ces régions ont été obligées d'évacuer. Les feux sont maîtrisés après sept jours d'efforts de la protection civile, de la conservation des forêts, de l'armée et de beaucoup de citoyens bénévoles.

### Deuxième vague d'août 2021
Des feux de forêts se sont déclenchés le 9 août 2021 dans la wilaya de Tizi Ouzou, ces feux de forêts sont inédits par leurs ampleurs, leurs simultanéités, mais surtout par les pertes humaines occasionnées, certains feux sont suspectés d'être d'origines criminelles par les autorités locales. Dans les jours qui suivent, d'autres feux sont signalés dans plusieurs wilayas du nord-est.
Au 14 août, 90 morts sont recensés.

## Réactions du gouvernement
Bien que la canicule et les vents soient des éléments favorisants, le gouvernement évoque la possibilité d'une origine criminelle,,.
Le 11 août 2021, le président de la République Abdelmadjid Tebboune décrète un deuil national de trois jours à compter du 12 août.
Le Premier ministre Aïmene Benabderrahmane, qui s'est rendu dans la wilaya de Tizi-Ouzou le 12 août, déclare que « des preuves scientifiques fournies par les services compétents démontrent que ces incendies ont été déclenchés par des mains criminelles ».
Le 16 août 2021, le président de la République décide d’« octroyer une allocation financière d’un million de dinars aux familles des martyrs civils et militaires des incendies. ». Il annonce également l’installation de la commission nationale d’évaluation et d’indemnisation des sinistrés des incendies.
Le 18 août 2021, le gouvernement algérien accuse le mouvement pour l’autodétermination de la Kabylie (MAK) et le mouvement Rachad (en) d'être à l'origine de feux criminels et accuse le Maroc de soutenir ces derniers dans un contexte de tension entre les deux pays,.

## Réactions de la population

### La population combat les feux
La population locale, en Kabylie, et en différentes régions du pays, ont fait face aux feux de forêt en usant de moyens à leur disposition. Les populations des différents villages touchés par les flammes se sont entraidées afin d'éteindre les feux là où il est possible, et afin d'évacuer les habitants là où les incendies ont atteint les maisons,. Plusieurs responsables locaux ont affirmé que la population a fortement été touchée, cela malgré la participation active des gardes forestiers et agents de la protection civile et militaire pour combattre les feux.

### Élan de solidarité citoyenne
Partout en Algérie, un élan de solidarité s'est manifesté. La population a organisé des collectes de vêtements, de denrées alimentaires, de médicaments et de produits d'hygiène. Dans les villes, plusieurs endroits ont été aménagés pour accueillir les sinistrés des différents villages évacués.

### Lynchage et meurtre de Djamel Bensmail
Le 11 août 2021, Djamel Bensmail, un artiste peintre, venu pour aider la population à éteindre le feu, est arrêté à Larbaâ Nath Irathen dans la wilaya de Tizi Ouzou, accusé a tort avant d'être torturé, lynché puis brûlé vif sous les yeux des habitants sur la place publique de Abane Ramdane. Toutefois, des habitants de la ville de Miliana, d’où il est originaire, affirment qu'il était parti à Tizi-Ouzou pour prêter main-forte dans la lutte contre les incendies et ont assuré qu’il n’était pas un pyromane et qu’il n’avait rien à voir avec les incendies,. Une enquête a été ouverte autour des circonstances de l’assassinat de Djamel Bensmail. Le 12 août, les villages et citoyens de Larbaâ Nath Irathen, réunis en comité, ont fortement condamné et dénoncé le lynchage de Djamel Bensmail. Dans un communiqué commun, la population de la région a aussi présenté ses condoléances à la famille du défunt, ainsi qu'à toute la région dont il est originaire.

## Réactions internationales
Plusieurs pays ont exprimé leur soutien à l'Algérie :
- Tunisie : Dans un entretien téléphonique, le président Kaïs Saïed assure à son homologue algérien le soutien de la Tunisie à son voisin tout en rendant hommage aux victimes et annonce l'envoi d'hélicoptères bombardiers d'eau[27] ;
- France : Dans une réaction sur les réseaux sociaux, le président Emmanuel Macron exprime sa solidarité avec l'Algérie et annonce l'envoi de deux Canadair et d'un Beechcraft 200[28] qui sont déployés le 12 août 2021 dans la région de Béjaïa[29]. La région Île-de-France annonce la mise à disposition d'une aide financière aux associations et organismes d'aide dans la région de Kabylie[30].
- Maroc : Le royaume exprime « sa disponibilité à aider l'Algérie à combattre les incendies de forêts qui ravagent plusieurs régions du pays »[31],[32].
- Union européenne : La représentation de l'Union européenne en Algérie décide d'accorder une aide d'urgence aux sinistrés. La délégation de l'UE en Algérie offre, le 11 août, 350 kits de rations alimentaires aux familles sinistrées[33].
- Arabie saoudite : le 16 août le roi Selmane exprime sa solidarité dans un appel téléphonique au président Tebboune[34], le 25 août, l'Algérie reçoit des aides de l'Arabie saoudite[35].
- Suisse : le 6 septembre 2021, la Confédération suisse accorde un don de matériel médical d'une valeur de 150 000 francs suisses. Destiné pour « renforcer les capacités d'intervention du Croissant-Rouge algérien au niveau des régions affectées par les incendies en août 2021 afin de venir en aide aux victimes » d'après l'ambassade suisse en Algérie[36].